# John Madden Football (1990)
John Madden Football är ett fotbollsspel, det andra Madden fotbollsspelet som släpptes av Electronic Arts.

### Fotnoter
1. ↑  Fahs, Travis (8 augusti 2008). ”IGN Presents the History of Madden” (på amerikansk engelska). IGN. http://www.ign.com/articles/2008/08/08/ign-presents-the-history-of-madden. Läst 24 juli 2018.